# Mark Stevens
Mark Stevens (geboren Richard William Stevens, 13 december 1916 – 15 september 1994) was een Amerikaanse acteur, een van de vier die de hoofdrol speelde in de televisieserie Martin Kane, Private Eye, die van 1949 tot 1954 op NBC liep.

## Carrière
Stevens werd geboren in Cleveland, Ohio en studeerde eerst om schilder te worden voordat hij actief werd in het theater. Vervolgens lanceerde hij een radiocarrière als omroeper in Akron, Ohio.

### Warner Bros - als Stephen Richards
Hij verhuisde naar Hollywood en werd contractverkoper van Warner Brothers voor $ 100 per week in 1943. Aanvankelijk werd hij gefactureerd als Stephen Richards . Ze gaven hem kleine delen, vaak niet genoemd, in films als Destination Tokyo (1943), Passage to Marseille (1944), The Doughgirls (1944), Hollywood Canteen (1944), Objective, Burma! (1945), God Is My Co-Pilot (1945), The Horn Blows at Midnight (1945), Rhapsody in Blue (1945) en Pride of the Marines (1945). Hij speelde meestal soldaten. Uiteindelijk liet de studio hem gaan.

### 20th Century Fox
Hij tekende vervolgens bij 20th Century Fox, die zijn naam veranderde in Mark Stevens op voorstel van Darryl Zanuck .
Zijn eerste film voor de studio was Within These Walls (1945), hij speelde de romantische mannelijke hoofdrol. Stevens werd geleend door RKO om de hoofdrol te spelen in From This Day Forward (1946) met Joan Fontaine .
Terug bij Fox speelde Stevens in The Dark Corner (1946) met Lucille Ball en Clifton Webb, een film noir die probeerde het succes van Laura (1944) te herhalen. In 1946 verkozen de exposanten hem als de vijfde meest veelbelovende "ster van morgen".
Fox bracht hem in een musical met June Haver, I Wonder Who's Kissing Her Now (1947), met Joseph E. Howard . Het was een grote hit. Zo ook The Street With No Name (1948), waar Stevens een FBI- agent speelde die undercover ging om een door Richard Widmark gespeelde gangster te arresteren, en The Snake Pit (1948), waar hij de trouwe echtgenoot van Olivia de Havilland speelde.
Stevens speelde ook nog in een western, Sand (1949) en een andere muzikale biopic met Haver, Oh, You Beautiful Doll (1949), waarin hij Fred Fisher speelde. Hij steunde William Powell in Dancing in the Dark (1949).
Stevens werd geleend door MGM om Matthew Kinston te spelen, een van Deborah Kerrs drie vrijers in Please Believe Me (1950). Voor Columbia speelde hij in de film-noir Between Midnight and Dawn (1950).

### Universal
Stevens tekende hierna een contract bij Universal: Target Unknown (1951), een oorlogsfilm; Katie Did It (1951), een romantische komedie; Little Egypt (1951) met Rhonda Fleming ; Reünie in Reno (1951).
In 1951 speelde hij in de DuMont-serie News Gal, die later in 1957 op ABC werd gesyndiceerd.
Stevens maakte Mutiny (1952) voor de King Brothers en ging naar Engeland voor The Lost Hours (1952).
Hij speelde ook nog in Torpedo Alley (1953). Stevens nam de hoofdrol op zich in Martin Kane, Private Eye van 1953-54.
Van 1954-56 speelde hij een hoofdredacteur in de krant CBS Television Big Town, nadat hij Patrick McVey had vervangen, die speelde in de rol van 1950-54. De herhalingen van Big Town werden uitgezonden op DuMont onder de titel City Assignment terwijl nieuwe afleveringen van de serie nog steeds op CBS verschenen.

### Regisseur
In de jaren 1950 regisseerde hij verschillende films: Cry Vengeance (1954); Tijdtabel (1956); Gun Fever (1958); Man on a Raft (1958); The Man in the Water (1963) en Sunscorched (1966).
Als acteur speelde hij enkel nog in Gunsight Ridge (1956), September Storm (1960) en Fate is the Hunter (1964).

### Latere carrière
Later werkte hij in de jaren zestig in Europa waarna hij met pensioen ging. Zijn verdiensten omvatten Spain Again (1969) en The Fury of the Wolfman (1972).
In de jaren 80 verscheen hij in de televisieseries Magnum, PI en Murder, She Wrote .

### Overlijden
Op 15 september 1994 stierf Stevens op 77-jarige leeftijd aan kanker in Majores, Spanje .
Voor zijn bijdrage aan de televisie-industrie heeft Mark Stevens een ster op Hollywood's Walk of Fame, gevestigd op 6637 Hollywood Blvd.

## Filmografie
| Year | Title                               | Role                         | Notes                                               |
| ---- | ----------------------------------- | ---------------------------- | --------------------------------------------------- |
| 1943 | Destination Tokyo                   | Admiral's aide               | Uncredited                                          |
| 1944 | Passage to Marseille                | Lieutenant Hastings          | Uncredited                                          |
| 1944 | Roaring Guns                        | Lance Ferris                 | as Stephen Richards                                 |
| 1944 | The Doughgirls                      | Lt. Harry Kerry              | Uncredited                                          |
| 1944 | Hollywood Canteen                   | Soldier on deck              | Uncredited                                          |
| 1945 | Objective, Burma!                   | Lt. Barker                   | as Stephen Richards                                 |
| 1945 | God Is My Co-Pilot                  | Sgt. Baldridge               | as Stephen Richards                                 |
| 1945 | The Horn Blows at Midnight          | Angel                        | Uncredited                                          |
| 1945 | Rhapsody in Blue                    | Steve                        | Uncredited                                          |
| 1945 | Within These Walls                  | Steve Purcell                |                                                     |
| 1945 | Pride of the Marines                | Ainslee                      | as Stephen Richards                                 |
| 1946 | From This Day Forward               | Bill Cummings                |                                                     |
| 1946 | The Dark Corner                     | Bradford Galt                |                                                     |
| 1947 | I Wonder Who's Kissing Her Now      | Joe Howard                   |                                                     |
| 1948 | The Street with No Name             | Gene Cordell/George Manly    |                                                     |
| 1948 | The Snake Pit                       | Robert Cunningham            |                                                     |
| 1949 | Sand                                | Jeff Keane                   |                                                     |
| 1949 | Oh, You Beautiful Doll              | Larry Kelly                  |                                                     |
| 1949 | Dancing in the Dark                 | Bill Davis                   |                                                     |
| 1950 | Please Believe Me                   | Matthew Kinston              |                                                     |
| 1950 | Between Midnight and Dawn           | Officer Rocky Barnes         |                                                     |
| 1951 | Target Unknown                      | Capt. Jerome 'Steve' Stevens |                                                     |
| 1951 | Katie Did It                        | Peter Van Arden              |                                                     |
| 1951 | Little Egypt                        | Wayne Cravat                 |                                                     |
| 1951 | Reunion in Reno                     | Norman Drake                 |                                                     |
| 1952 | Mutiny                              | Capt. James Marshall         |                                                     |
| 1952 | The Lost Hours                      | Paul Smith                   |                                                     |
| 1952 | Torpedo Alley                       | Lt. Bob Bingham              |                                                     |
| 1953 | Jack Slade                          | Joseph Alfred Slade          |                                                     |
| 1954 | Cry Vengeance                       | Vic Barron                   | Also director                                       |
| 1956 | Time Table                          | Charlie Norman               | Also director                                       |
| 1957 | Gunsight Ridge                      | Velvet Clark                 |                                                     |
| 1958 | Gun Fever                           | Luke Ram                     | Also director                                       |
| 1958 | Gunsmoke in Tucson                  | Jedediah (Chip) Coburn       |                                                     |
| 1960 | September Storm                     | Joe Balfour                  |                                                     |
| 1963 | Escape from Hell Island             | Capt. James                  | Also director                                       |
| 1964 | Fate Is the Hunter                  | Mickey Doolan                |                                                     |
| 1964 | Frozen Alive                        | Dr. Frank Overton            | Original title: Der Fall X701                       |
| 1965 | Jessy Does Not Forgive... He Kills! | Sheriff Jeff Kinsley         | Original title: Tierra de fuego                     |
| 1966 | Go with God, Gringo                 | Smith                        | Original title: Vaya con dios gringo                |
| 1969 | Cry for Poor Wally                  | Gaylord Blue – Radio DJ      |                                                     |
| 1969 | Spain Again                         | Dr. David Foster             | Original title: España otra vez                     |
| 1972 | The Fury of the Wolfman             | Bill Williams                | Uncredited Original title: La furia del Hombre Lobo |

## Televisie
| Jaar | Titel                             | Rol               | Notes                                        |
| ---- | --------------------------------- | ----------------- | -------------------------------------------- |
| 1957 | Wagon Train                       | Nels Stack        |                                              |
| 1957 | Zane Gray Theatre van Dick Powell | Capt. John Hunter | Aflevering: "Dangerous Orders"               |
| 1958 | Zane Gray Theatre                 | Cort McConnell    | Aflevering: "The Stranger"                   |
| 1962 | Rawhide                           | John Shepard      | Aflevering: Incident van de jager            |
| 1978 | The Eddie Capra Mysteries         | Ballinger         | Aflevering: "How Do I Kill Thee?"            |
| 1986 | Murder, She Wrote                 | Nick Brody        | Aflevering: "Doodsbrief voor een dood anker" |

## Radio
| Jaar | Programma            | Rol                | Notes                                   |
| ---- | -------------------- | ------------------ | --------------------------------------- |
| 1947 | Suspense             | Jimmy Dawson       | Aflevering: "Tree of Life"              |
| 1947 | Suspense             | Bill Cummings      | Aflevering: From This Day Forward       |
| 1952 | Cavalcade of Amerika | Thaddeus Fairbanks | Aflevering: "The Yankee and the Scales" |